# 泰国银行
泰国銀行是泰王国的中央银行，总部设于曼谷。其成立之初为泰国国家银监局，后到1942年4月28日政府发布《1942年泰国银行法案》（英語：Bank of Thailand Act, B.E.2485），法案规定将所有中央银行之职能全部划归新设之泰国央行，同年12月10日，泰国央行正式开始运作。

## 历史

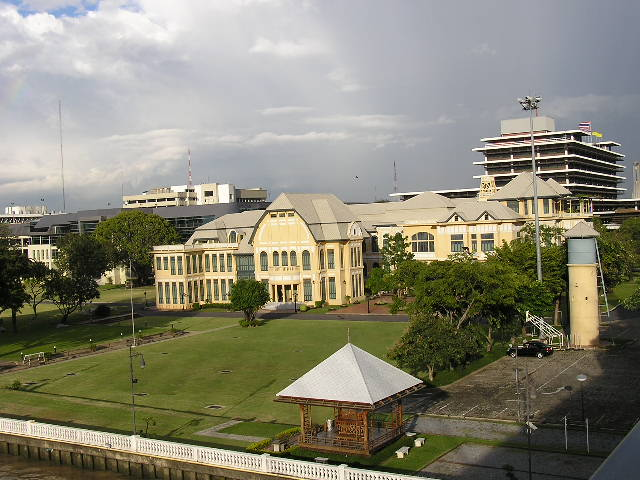
泰國銀行总部舊大楼

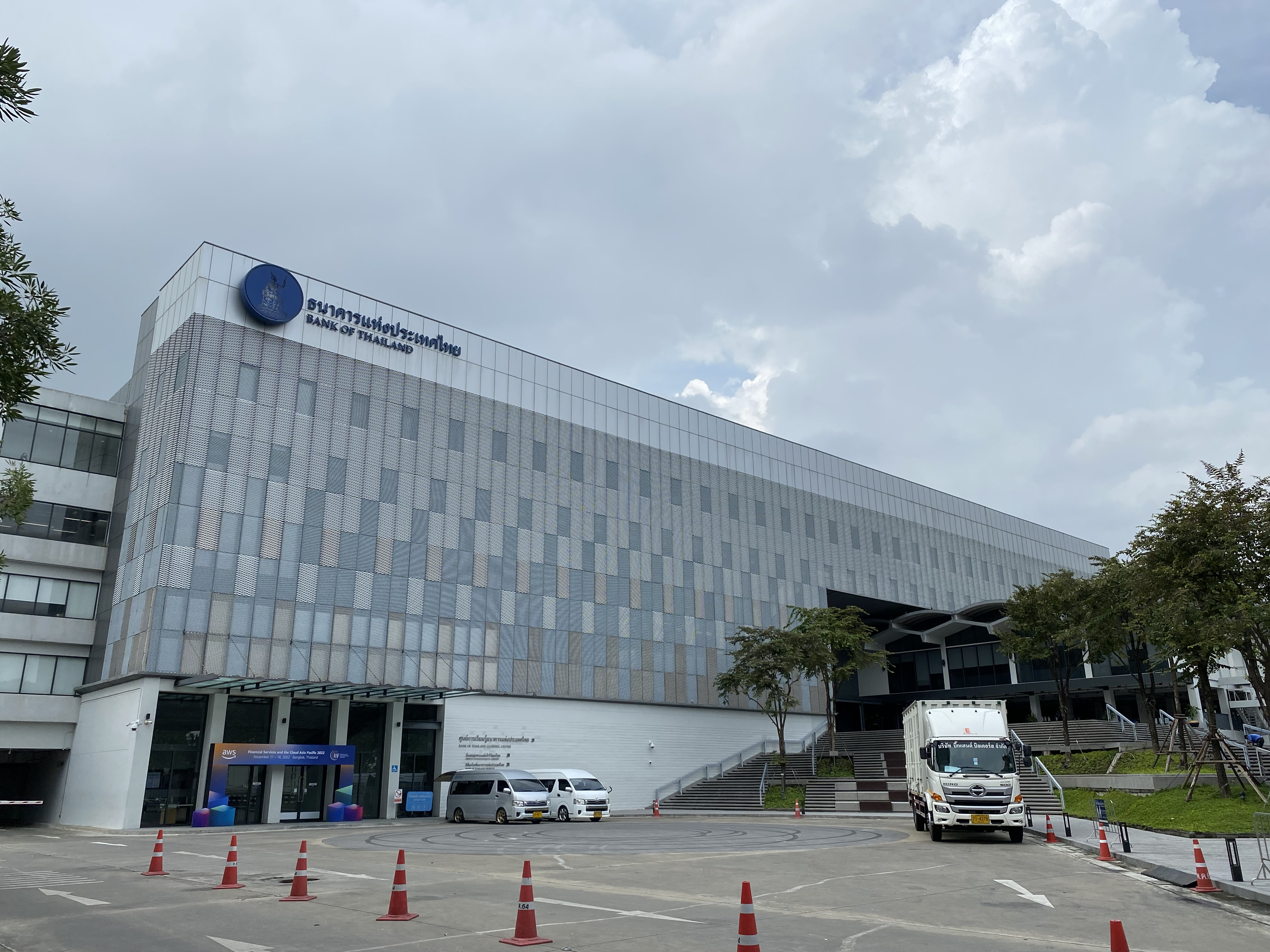
泰國銀行新總部

16世紀初，歐洲列強开始來到中南半岛。至19世紀末，英国及法国已經分別在暹羅東西兩邊分别建立英屬印度和法屬印度支那。19世纪中期，即泰王拉瑪五世及拉瑪六世统治时期，当时西方列强数次试图为暹羅建立一个央行以发行货币。然而泰王相信这些权力必须保留给泰国独立行使，而当时也缺乏经验及专业知识去设立，因此建立计划被搁置。
二十世纪三十年代，美国爆发經濟大恐慌並席捲了全世界，直接导致了暹罗1932年6月的不流血宪政革命，而暹罗自此成為君主立憲制國家。此时新成立的政府也因经济危机，认为有必要建立一个中央银行以作为一个关键机构来实施国家的经济政策。但是此时的暹罗国内并没有一个完善的银行体系，也没有足够的资金及经验，因此“国家银行建立法案”在起草阶段就被放弃，没有公布。
到了1935年10月26日，泰国国会通过了《泰国国家银监局建立法案》（英語：Act on the Establishment of the Thai National Banking Bureau）。随后泰国国家银监局於1940年5月13日开始运营。但此时二战已经爆发一年之久，日本於1941年12月7日發動太平洋戰爭，由于已经与泰國事先簽訂了《日泰同盟條約》，日本并没有入侵泰国，但是日本向泰国政府要求建立一个由日本籍人士担任顾问的中央银行，泰国政府拒绝了日本的要求，但不久后於1942年4月28日发布了《1942年泰国银行法案》（英語：Bank of Thailand Act, B.E.2485），废除了原泰国国家银监局，将所有中央银行之职能全部划归新设之泰国银行。同年12月10日，泰国银行正式开始运作，沿袭至今。

## 职能
根据《1942年泰国银行法案》之规定，泰国银行之职能为：
- 制作以及发行货币；
- 维持金融体系的稳定以及制定货币政策；
- 管理泰国银行的资产；
- 为政府提供贷款以及发行国债；
- 为金融机构提供贷款；
- 建立支付系统并维系其运作；
- 监督金融机构之运作；
- 管控货币汇率系统以及管理国家外汇储备；
- 管理外汇；

## 组织架构
泰国银行截至2014年2月1日共有各级雇员3,771人。其总部最高管理部门为董事会，董事会在管理层分管数个专门委员会，而在事务执行上再於行长之下以不同分工各设若干部门。
以下为总部管理层各专门委员会架构图：
|                               |                               |                               |                               |                               |                               |                               |                               |                                   |                                   |                                   |                                   | 泰国银行董事会 （英語：The Bank of Thailand Board）         |                                   |  |  |                       |                       |                       |                       |                       |                       |                           |                           |                           |                           |                           |                           |                       |                       |                       |                       |                       |                       |  |  |                           |                           |                           |                           |                           |                           |  |  |  |  |  |  |
|                               |                               |                               |                               |                               |                               |                               |                               |                                   |                                   |                                   |                                   |                                   |                                   |  |  |                       |                       |                       |                       |                       |                       |                           |                           |                           |                           |                           |                           |                       |                       |                       |                       |                       |                       |  |  |                           |                           |                           |                           |                           |                           |  |  |  |  |  |  |
|                               |                               |                               |                               |                               |                               |                               |                               |                                   |                                   |                                   |                                   |                                   |                                   |  |  |                       |                       |                       |                       |                       |                       |                           |                           |                           |                           |                           |                           |                       |                       |                       |                       |                       |                       |  |  |                           |                           |                           |                           |                           |                           |  |  |  |  |  |  |
|                               |                               |                               |                               |                               |                               |                               |                               |                                   |                                   |                                   |                                   |                                   |                                   |  |  |                       |                       |                       |                       |                       |                       |                           |                           |                           |                           |                           |                           |                       |                       |                       |                       |                       |                       |  |  |                           |                           |                           |                           |                           |                           |  |  |  |  |  |  |
| 金融稳定小组委员会  | 金融稳定小组委员会  | 金融稳定小组委员会  | 金融稳定小组委员会  | 金融稳定小组委员会  | 金融稳定小组委员会  |                               |                               |                                   |                                   |                                   |                                   |                                   |                                   |  |  |                       |                       |                       |                       |                       |                       |                           |                           | 泰国银行 行长             | 泰国银行 行长             | 泰国银行 行长             | 泰国银行 行长             | 泰国银行 行长         | 泰国银行 行长         |                       |                       |                       |                       |  |  |                           |                           |                           |                           |                           |                           |  |  |  |  |  |  |
| 金融稳定小组委员会  | 金融稳定小组委员会  | 金融稳定小组委员会  | 金融稳定小组委员会  | 金融稳定小组委员会  | 金融稳定小组委员会  |                               |                               |                                   |                                   |                                   |                                   |                                   |                                   |  |  |                       |                       |                       |                       |                       |                       |                           |                           | 泰国银行 行长             | 泰国银行 行长             | 泰国银行 行长             | 泰国银行 行长             | 泰国银行 行长         | 泰国银行 行长         |                       |                       |                       |                       |  |  |                           |                           |                           |                           |                           |                           |  |  |  |  |  |  |
|                               |                               |                               |                               |                               |                               |                               |                               |                                   |                                   |                                   |                                   |                                   |                                   |  |  |                       |                       |                       |                       |                       |                       |                           |                           |                           |                           |                           |                           |                       |                       |                       |                       |                       |                       |  |  |                           |                           |                           |                           |                           |                           |  |  |  |  |  |  |
| 货币政策委员会      | 货币政策委员会      | 货币政策委员会      | 货币政策委员会      | 货币政策委员会      | 货币政策委员会      |                               |                               | 金融机构发展基金委员会  | 金融机构发展基金委员会  | 金融机构发展基金委员会  | 金融机构发展基金委员会  | 金融机构发展基金委员会  | 金融机构发展基金委员会  |  |  | 审计委员会  | 审计委员会  | 审计委员会  | 审计委员会  | 审计委员会  | 审计委员会  |                           |                           |                           |                           |                           |                           |                       |                       |                       |                       |                       |                       |  |  |                           |                           |                           |                           |                           |                           |  |  |  |  |  |  |
| 货币政策委员会      | 货币政策委员会      | 货币政策委员会      | 货币政策委员会      | 货币政策委员会      | 货币政策委员会      | 金融机构政策委员会  | 金融机构政策委员会  | 金融机构政策委员会      | 金融机构政策委员会      | 金融机构政策委员会      | 金融机构政策委员会      | 金融机构发展基金委员会  | 金融机构发展基金委员会  |  |  | 审计委员会  | 审计委员会  | 审计委员会  | 审计委员会  | 审计委员会  | 审计委员会  | 风险监督委员会  | 风险监督委员会  | 风险监督委员会  | 风险监督委员会  | 风险监督委员会  | 风险监督委员会  |                       |                       |                       |                       |                       |                       |  |  |                           |                           |                           |                           |                           |                           |  |  |  |  |  |  |
| 支付系统委员会      | 支付系统委员会      | 支付系统委员会      | 支付系统委员会      | 支付系统委员会      | 支付系统委员会      | 金融机构政策委员会  | 金融机构政策委员会  | 金融机构政策委员会      | 金融机构政策委员会      | 金融机构政策委员会      | 金融机构政策委员会      |                                   |                                   |  |  |                       |                       |                       |                       |                       |                       | 风险监督委员会  | 风险监督委员会  | 风险监督委员会  | 风险监督委员会  | 风险监督委员会  | 风险监督委员会  | 内部审计组  | 内部审计组  | 内部审计组  | 内部审计组  | 内部审计组  | 内部审计组  |  |  | 企业战略办公室  | 企业战略办公室  | 企业战略办公室  | 企业战略办公室  | 企业战略办公室  | 企业战略办公室  |  |  |  |  |  |  |
| 支付系统委员会      | 支付系统委员会      | 支付系统委员会      | 支付系统委员会      | 支付系统委员会      | 支付系统委员会      |                               |                               |                                   |                                   |                                   |                                   |                                   |                                   |  |  |                       |                       |                       |                       |                       |                       |                           |                           |                           |                           |                           |                           | 内部审计组  | 内部审计组  | 内部审计组  | 内部审计组  | 内部审计组  | 内部审计组  |  |  | 企业战略办公室  | 企业战略办公室  | 企业战略办公室  | 企业战略办公室  | 企业战略办公室  | 企业战略办公室  |  |  |  |  |  |  |
|                               |                               |                               |                               |                               |                               |                               |                               |                                   |                                   |                                   |                                   |                                   |                                   |  |  |                       |                       |                       |                       |                       |                       |                           |                           |                           |                           |                           |                           |                       |                       |                       |                       |                       |                       |  |  |                           |                           |                           |                           |                           |                           |  |  |  |  |  |  |
|                               |                               |                               |                               |                               |                               |                               |                               |                                   |                                   |                                   |                                   |                                   |                                   |  |  | 内部审计部  |                       |                       |                       |                       |                       |                           |                           |                           |                           |                           |                           |                       |                       |                       |                       |                       |                       |  |  |                           |                           |                           |                           |                           |                           |  |  |  |  |  |  |
|                               |                               |                               |                               |                               |                               |                               |                               |                                   |                                   |                                   |                                   |                                   |                                   |  |  | 纪律部      |                       |                       |                       |                       |                       |                           |                           |                           |                           |                           |                           |                       |                       |                       |                       |                       |                       |  |  |                           |                           |                           |                           |                           |                           |  |  |  |  |  |  |

以下为泰国银行行长所辖各执行部门列表:
| 泰国银行行长其下所辖各事务分工执行部门之列表 | 泰国银行行长其下所辖各事务分工执行部门之列表 | 泰国银行行长其下所辖各事务分工执行部门之列表 | 泰国银行行长其下所辖各事务分工执行部门之列表 | 泰国银行行长其下所辖各事务分工执行部门之列表 | 泰国银行行长其下所辖各事务分工执行部门之列表 |
| -------------------------------------------- | -------------------------------------------- | -------------------------------------------- | -------------------------------------------- | -------------------------------------------- | -------------------------------------------- |
| 货币稳定事务                                 | 货币政策组                         | 经济研究部                         | 国际部                             | 宏观经济与货币政策部               | 宏观经济与货币政策部               |
| 货币稳定事务                                 | 金融市场业务组                     | 金融市场部                         | 外汇储备管理部                     | 外汇管理与政策部                   | 外汇管理与政策部                   |
| 金融机构稳定事务                             | 金融机构发展基金管理部             | 金融机构发展基金管理部             | 金融机构发展基金管理部             | 金融机构发展基金管理部             | 金融机构发展基金管理部             |
| 金融机构稳定事务                             | 金融机构政策组                     | 审慎监管政策部                     | 金融机构战略部                     | 支付系统委员会                     | 支付系统委员会                     |
| 金融机构稳定事务                             | 督查组                             | 规划与发展部                       | 金融机构应用部                     | 金融机构监测与分析部               | 风险管理与信息系统审查部           |
| 金融机构稳定事务                             | 督查组                             | 突击检查1部                        | 突击检查2部                        | 非银行与专业金融机构审查部         | 非银行与专业金融机构审查部         |
| 金融机构稳定事务                             | 管理辅助组                         | 企业通信部                         | 企业服务部                         | 安保部                             | 法律及诉讼部                       |
| 企业支持服务和纸币管理事务                   | 企业风险管理部                     | 企业风险管理部                     | 企业风险管理部                     | 企业风险管理部                     | 企业风险管理部                     |
| 企业支持服务和纸币管理事务                   | 信息技术组                         | 支付与债券部                       | 信息技术部                         | 统计与信息系统部                   | 统计与信息系统部                   |
| 企业支持服务和纸币管理事务                   | 人力资源与组织发展组               | 人力资源部                         | 组织发展部                         | 学习与发展研究所                   | 学习与发展研究所                   |
| 企业支持服务和纸币管理事务                   | 规划与预算组                       | 北部地区办公室                     | 东北地区办公室                     | 南部地区办公室                     | 图书档案馆、博物馆                 |
| 企业支持服务和纸币管理事务                   | 规划与预算组                       | 财务会计部                         | 策略服务部                         | 金融消费者保护中心                 | 金融消费者保护中心                 |
| 企业支持服务和纸币管理事务                   | 纸币管理组                         | 纸币经营部                         | 纸币印刷厂                         | 纸币战略规划部                     | 纸币战略规划部                     |
| 企业支持服务和纸币管理事务                   | 纸币管理组                         | 会计与供应部                       | 纸币研究部                         | 人力资源管理与开发部               | 人力资源管理与开发部               |

## 历任行长
| 泰国银行历任行长 | 泰国银行历任行长                                                        | 泰国银行历任行长 | 泰国银行历任行长 | 泰国银行历任行长 |
| #                | 名字                                                                    | 上任年份         | 卸任年份         | 个人出生         |
| ---------------- | ----------------------------------------------------------------------- | ---------------- | ---------------- | ---------------- |
| 1                | 威瓦他纳猜耶 （H.H.Prince Vivadhanajaya） พระวรวงศ์เธอพระองค์เจ้าวิวัฒนไชย   | 1942年11月27日   | 1946年10月16日   | 1899年4月29日    |
| 2                | 森·威尼猜耶恭 （Serm Vinicchayakul） เสริม วินิจฉัยกุล                       | 1946年10月17日   | 1947年11月24日   | 1907年6月2日     |
| 3                | 伦·西颂翁 （Leng Srisomwongse） เล้ง ศรีสมวงศ์                             | 1947年11月25日   | 1948年9月2日     | 1900年9月5日     |
| 4                | 威瓦他纳猜耶 （H.H.Prince Vivadhanajaya） พระวรวงศ์เธอพระองค์เจ้าวิวัฒนไชย   | 1948年9月3日     | 1948年12月2日    | 1899年4月29日    |
| 5                | 伦·西颂翁 （Leng Srisomwongse） เล้ง ศรีสมวงศ์                             | 1948年12月3日    | 1949年8月3日     | 1900年9月5日     |
| 6                | 德·沙尼翁 （M.L. Dej Snidvongs） หม่อมหลวงเดช สนิทวงศ์                     | 1949年8月4日     | 1952年2月29日    | 1898年2月18日    |
| 7                | 森·威尼猜耶恭 （Serm Vinicchayakul） เสริม วินิจฉัยกุล                       | 1952年3月1日     | 1955年7月24日    | 1907年6月2日     |
| 8                | 格森·西帕耶 （Kasem Sriphayak） เกษม ศรีพยัคฆ์                             | 1955年7月25日    | 1958年7月23日    | 1903年12月30日   |
| 9                | 触德·古纳-卡森 （Jote Guna-Kasem） โชติ คุณะเกษม                          | 1958年7月24日    | 1959年5月3日     | 1903年8月2日     |
| 10               | 贝·黄帕功（黃培謙） （Puey Ungphakorn） ป๋วย อึ๊งภากรณ์                     | 1959年6月11日    | 1971年8月15日    | 1916年3月9日     |
| 11               | 比素滴·林曼夏民 （Bisudhi Nimmanhaemin） พิสุทธิ์ นิมมานเหมินท์                | 1971年8月16日    | 1975年5月23日    | 1915年5月23日    |
| 12               | 沙努·乌纳军 （Snoh Unakul） เสนาะ อูนากูล                                 | 1975年5月24日    | 1979年10月31日   | 不详             |
| 13               | 努军·巴蜀莫 （Nukul Prachuabmoh） นุกูล ประจวบเหมาะ                       | 1979年11月1日    | 1984年9月13日    | 1929年7月26日    |
| 14               | 甘宗·沙提拉恭 （Kamchorn Sathirakul） กำจร สถิรกุล                        | 1984年9月14日    | 1990年3月5日     | 不详             |
| 15               | 差瓦立·他纳乍南 （Chavalit Thanachanan） ชวลิต ธนะชานันท์                  | 1990年3月6日     | 1990年9月30日    | 1930年7月2日     |
| 16               | 威集·素披尼 （Vijit Supinit） วิจิตร สุพินิจ                                 | 1990年10月1日    | 1996年7月1日     | 1941年7月14日    |
| 17               | 伦差·玛拉甲暖 （Rerngchai Marakanond） เริงชัย มะระกานนท์                  | 1996年7月13日    | 1997年7月28日    | 1942年3月10日    |
| 18               | 猜亚瓦·威汶斯瓦迪 （Chaiyawat Wibulswasdi） ชัยวัฒน์ วิบูลย์สวัสดิ์              | 1997年7月31日    | 1998年5月4日     | 1946年9月19日    |
| 19               | 差杜蒙恭·梭那恭 （Chatu Mongol Sonakul） หม่อมราชวงศ์จัตุมงคล โสณกุล         | 1998年5月7日     | 2001年5月30日    | 1943年9月28日    |
| 20               | 比蒂耶通·铁瓦恭 （Pridiyathorn Devakula） หม่อมราชวงศ์ปรีดิยาธร เทวกุล       | 2001年5月31日    | 2006年10月6日    | 1947年7月15日    |
| 21               | 塔丽莎·瓦达纳加 （Tarisa Watanagase） นางธาริษา วัฒนเกส                   | 2006年11月8日    | 2010年9月30日    | 1949年11月30日   |
| 22               | 巴讪·哲华武拉恭（张旭州） （Prasarn Trairatvorakul） ประสาร ไตรรัตน์วรกุล  | 2010年10月1日    | 2020年9月30日    | 1952年8月20日    |
| 23               | 社他普·素提瓦那勒普提 （Sethaput Suthiwartnarueput） เศรษฐพุฒิ สุทธิวาทนฤพุฒิ | 2020年10月1日    | 在任             |                  |